# بسلة الزهور
بسلة الزهور أو مازريون هندي أو هرج أو هريجة (الاسم العلمي: Clitoria ternatea) المعروفة باسم أجنحة الحمام الآسيوية، هو نوع من النبات ينتمي إلى عائلة فاباسيا. موطنه الأصلي جزيرة تيرنات الإندونيسية. :215
في الهند، يتم تبجيلها كزهرة مقدسة وتستخدم في طقوس البوجا اليومية.